# ان‌جی‌سی ۷۷۲۰
ان‌جی‌سی ۷۷۲۰ (انگلیسی: NGC 7720) یک کهکشان بیضوی است که در صورت فلکی اسب بزرگ واقع شده است. این کهکشان در فاصله حدود ۳۸۰ میلیون سال نوری از زمین قرار دارد، که با توجه به ابعاد ظاهری آن، به این معنی است که NGC 7720 حدود ۱۸۰۰۰۰ سال نوری وسعت دارد و در ۱۰ سپتامبر ۱۷۸۴ توسط ویلیام هرشل کشف شد.